# Jan Bouman (Fußballspieler)
Jan Bouman (* 26. November 1938 in Vlaardingen) ist ein ehemaliger niederländischer Fußballspieler, der im Offensiven Mittelfeld agierte.

## Sportlicher Werdegang
Bouman entstammt der Jugendabteilung von Fortuna Vlaardingen. Als Teenager rückte er in die erste Mannschaft auf, für die er bis zum Saisonende 1963/64 in der seinerzeit zweitklassigen Eerste Divisie Punktspiele bestritt und eine Saison zuvor mit 27 Toren Torschützenkönig wurde.
Von 1964 bis 1967 bestritt er 78 Punktspiele für Sparta Rotterdam in der Eredivisie, der höchsten Spielklasse im niederländischen Fußball, in der er 15 Tore erzielte. Während seiner Vereinszugehörigkeit gewann er den KNVB-Pokal, der im Finale am 25. Mai 1966 gegen ADO Den Haag durch das 1:0-Siegtor von Ole Madsen errungen wurde. Mit diesem Erfolg kam er im Wettbewerb um den Europapokal der Pokalsieger 1966/67 in den beiden Spielen der 1. und 2. Runde zum Einsatz.
Zur Saison 1967/68 kehrte er nach Vlaardingen zurück und war als regelmäßiger Torschütze in der Saison 1968/69 an der Rückkehr seiner Mannschaft in Eerste Divisie maßgeblich beteiligt. Nach nur einer Saison stieg Fortuna Vlaardingen ab. Bouman spielte eine weitere Saison in der drittklassigen Tweede Divisie, bevor er zum Zweitligisten Willem II Tilburg wechselte. Seine Spielerkarriere beendete er später in Ridderkerk bei der Ridderkerkse Voetbal Vereniging Herkules, der er seit 1972 angehörte.